# Diadegma duplicatum
Diadegma duplicatum là một loài tò vò trong họ Ichneumonidae.